# Diapetimorpha persimilis
Diapetimorpha persimilis là một loài tò vò trong họ Ichneumonidae.